# Слід перевертня
«Слід перевертня» (рос. «След оборотня») — українсько-російський детективний серіал режисера Володимира Попкова. Фільм знятий за мотивами роману Олега Приходько «Перевертень».

## Сюжет
Сюжет фільму розгортається у південному містечку, влітку 2000 року. У місті відбувається серія загадкових і жорстоких вбивств молодих людей, на перший погляд не пов'язаних між собою. Мотиви злочинів невідомі.
Справу доручають літньому слідчому Акінфієву (Валерій Баринов), який, ретельно дослідивши усі можливі версії: смерть за борги, помста, ритуальні вбивства, знаходить спільні риси в усіх злочинах — усі жертви перед смертю отримували «чорну мітку» — фотокартку дівчини у купальному костюмі. Це дозволяє зробити висновок, що всі вбивства скоєні однією людиною.
Перше вбивство трапляється у квартирі поета та композитора, лідера відомого поп-колективу Черепанова, який стає жертвою загадкового вбивці. Спершу підозра падає на молоду коханку Черепанова, яка, залишившись у нього на ніч, вранці знайшла труп співака. Однак слідчий Акінфієв сумнівається, що саме дівчина вбила Черепанова.
Молодший колега Акінфієва капітан Рибаков (Олексій Горбунов) вважає, що із злочинністю треба боротися усіма засобами, навіть порушуючи закон. Ця його якість стає причиною частих суперечок між слідчими. Але ні тому, ні іншому на вдається вийти на слід невловимого вбивці. Тим часом, вбивствами починає цікавитися не тільки прокуратура: події зачепили офіційну та тіньову влади міста.

## Акторський склад
- Валерій Баринов — Олександр Григорович Акінфієв, слідчий прокуратури
- Олексій Горбунов — Костянтин Євгенович Рибаков, капітан міліції
- Георгій Дрозд — Василь Михайлович Шелехов, прокурор
- Олександр Гетманський — Карпухін
- Віктор Сарайкін — Кірєєв, капітан міліції
- Володимир Долинський — Лев Фірман, судмедексперт
- Олена Яблучна — Маша Авдєєва
- Лев Сомов — Здоровань
- Володимир Ямненко — Книхарев
- Віталій Борисюк — Артур Конокрадов
- Ольга Волкова — Соня Гурвич
- Юрій Рудченко — Володимир Борисович Довгаль
- Валерій Провоторов — Рачинський
- Олександр Вілков — Лавров
- Борис Георгієвський — Віктор Авдєєв
- Георгій Хостікоєв — Юрій Гурвич
- Ірина Петрикей — Свєта
- Наталія Доля — Ганна Виготська, психолог
- Андрій Кравчук — співак Черепанов
- Лесь Сердюк — Опанас
- Вадим Полікарпов — Микола Кочур / Ієронім, чернець у монастирі, четверта жертва маніяка
- Ольга Когут — Таїсія Кобилкіна
- Геннадій Попенко — Чеченець
- Тимофій Разуменко — Серьога
- Дмитро Колчинський — Репенецький
- Галина Опанасенко — мати Артура Конокрадова
- Юлія Волчкова — наречена Конокрадова
- Інна Коваленко — Катя Варфоломєєва
- Олександр Слобідський — лейтенант
- Віталій Линецький — Борис Битюков
- Наталія Ярошенко — Пелешите
- Станіслав Боклан — Сьова Круглов
- Олексій Смолка — Мікроскоп
- Андрій Баса — Верченко
- Ігор Петрусенко — Сергій Зубров
- Валерій Легін — Букольський
- Євген Паперний — Крапивін
- В'ячеслав Воронін — Антон Глуховецький, депутат
- Віктор Черняков — метрдотель / масажист
- Дмитро Лалєнков — Андрій Симоненко, художник
- Таісія Бойко — Олена, наречена Симоненка
- Володимир Абазопуло — епізод
- Н. Байдак — епізод
- Р. Брагінська — епізод
- Оксана Вороніна — епізод
- Галина Довгозвяга — епізод
- Володимир Жогло — епізод
- Наталія Омельчук — епізод
- Георгій Поволоцький — епізод
- В. Сараула — епізод
- Юрій Яковлєв-Суханов — епізод
- Ілона Бойко — епізод
- Анатолій Вишневський — епізод
- Людмила Загорська — епізод
- Оксана Мірсон — епізод
- Ірина Новосаденко — епізод
- М. Сурков — епізод
- Анатолій Дяченко — будівельник
- Олена Коровка — епізод
- Костянтин Косинський — епізод
- Євген Пашин — епізод
- Тарас Постніков — епізод
- Ігор Барсегян — епізод
- Агаф'я Болотова — епізод
- Микола Запісочний — епізод
- М. Капинець — епізод
- Олександр Мовчан — епізод
- Давид Бабаєв — лікар
- Олександр Данилевич — лікар
- Л. Саган — епізод
- І. Сорока — епізод
- Ігор Тихомиров — епізод
- Авігдор Фрейдліс — епізод
- Ірина Дорошенко — епізод
- Віктор Полторацький — епізод
- Олег Примогенов — епізод
- Олеся Власова — епізод
- Валерій Шалига — епізод
- Віра Зубкова — епізод
- Андрій Соболєв — епізод
- Валерій Чигляєв — епізод
- Сергій Пономаренко — Багс
- Анатолій Черепнін — епізод
- В'ячеслав Бараболя — епізод
- Юрій Грошевий — епізод
- Сергій Мовенко — епізод
- Ірина Новак — епізод
- С. Спижевий — епізод
- Олена Стефанська — Наталія, колишня дружина Андрія Симоненка
- Денис Гранчак — Книш у юності
- В'ячеслав Дудко — епізод
- Сергій Завалій — епізод
- Олег Коваленко — епізод
- Олександр Кочубей — епізод
- П. Макарченко — епізод
- Іван Марченко — епізод (дебютна роль у кіно)
- Сергій Мигович — епізод
- Валерій Наконечний — епізод
- Олексій Пєтухов — епізод
- П. Прудніков — епізод
- А. Розенгард — епізод
- Дмитро Суворов — епізод
- Наталія Єфремова — епізод (у титрах немає)
- Ольга Орлова — епізод (у титрах немає)
- Олена Свірська — фанатка «зірки» (у титрах немає)
- Алла Гордієнко — епізод (у титрах немає)

## Знімальна група
- Режисер: Володимир Попков
- Сценаристи: Олег Приходько, Володимир Попков
- Оператор: Павло Небера
- Композитор: Олег Кива
- Художник: Олексій Левченко
- Продюсер: Володимир Досталь